# سيث بارنز نيكلسون
سيث بارنز نيكلسون (بالإنجليزية: Seth Barnes Nicholson)‏ هو عالم فلك أمريكي، ولد في 12 نوفمبر 1891 في سبرينغفيلد في الولايات المتحدة، وتوفي في 2 يوليو 1963 في لوس أنجلوس في الولايات المتحدة.

## وصلات خارجية
- سيث بارنز نيكلسون على موقع الموسوعة البريطانية (الإنجليزية)
- سيث بارنز نيكلسون على موقع إن إن دي بي (الإنجليزية)